# تشارلز ستيوارت بوير
تشارلز ستيوارت بوير (بالإنجليزية: Charles Stuart Bowyer)‏ هو عالم فلك أمريكي، ولد في 2 أغسطس 1934.